# 1193

## Починали
- 4 март – Салах ад Дин, султан на Египет